# Ragnvald
Mansnamnet Ragnvald (ibland Ragvald) är ett gammalt nordiskt namn som är bildat av Ragn med betydelsen "(guda)makt" eller "råd" och vald med betydelsen "härskare". En kung har regerat i Sverige på 1100-talet, men namnet kom i användning som dopnamn i Sverige först i slutet på 1800-talet.
Namnet är mycket ovanligt bland yngre män. Endast 1 pojke fick namnet som tilltalsnamn under 1990-talet. Den 31 december 2014 fanns totalt 1 532 personer i Sverige med namnet Ragnvald, varav 130 med det som tilltalsnamn. År 2003 fick 3 pojkar namnet, men ingen fick det som tilltalsnamn.
Namnsdag i Sverige: 15 juli, (1901-1992: 24 maj). I den finlandssvenska namnsdagslängden har Ragnvald namnsdag 5 september sedan starten 1929, då en egen namnsdagskalender togs i bruk för finlandssvenskar.

## Personer med namnet Ragnvald
- Ragnvald, svensk kung (1100-talet), kallad Knaphövde
- Ragnvald, svensk prins (1100-talet), son till kung Inge den äldre (möjligen samma person som kungen)
- Ragnvald Henriksson, bror till den svenske kungen Magnus Henriksson och dennes jarl.
- Ragnvald, svensk storman på 1000-talet, kallad Ragnvald jarl
- Ragvald I, biskop i Åbo
- Ragvald II, biskop i Åbo

- Ragnvald Blakstad, norsk industriman
- Ragnvald Blix, norsk satirtecknare
- Ragnvald A. Nestos, norsk-amerikansk guvernör